# Pylaisiadelpha drepanioides
Pylaisiadelpha drepanioides är en bladmossart som beskrevs av Jules Cardot och Hugh Neville Dixon 1912. Pylaisiadelpha drepanioides ingår i släktet Pylaisiadelpha och familjen Sematophyllaceae. Inga underarter finns listade i Catalogue of Life.